# Pieter Adrianus Ossewaarde

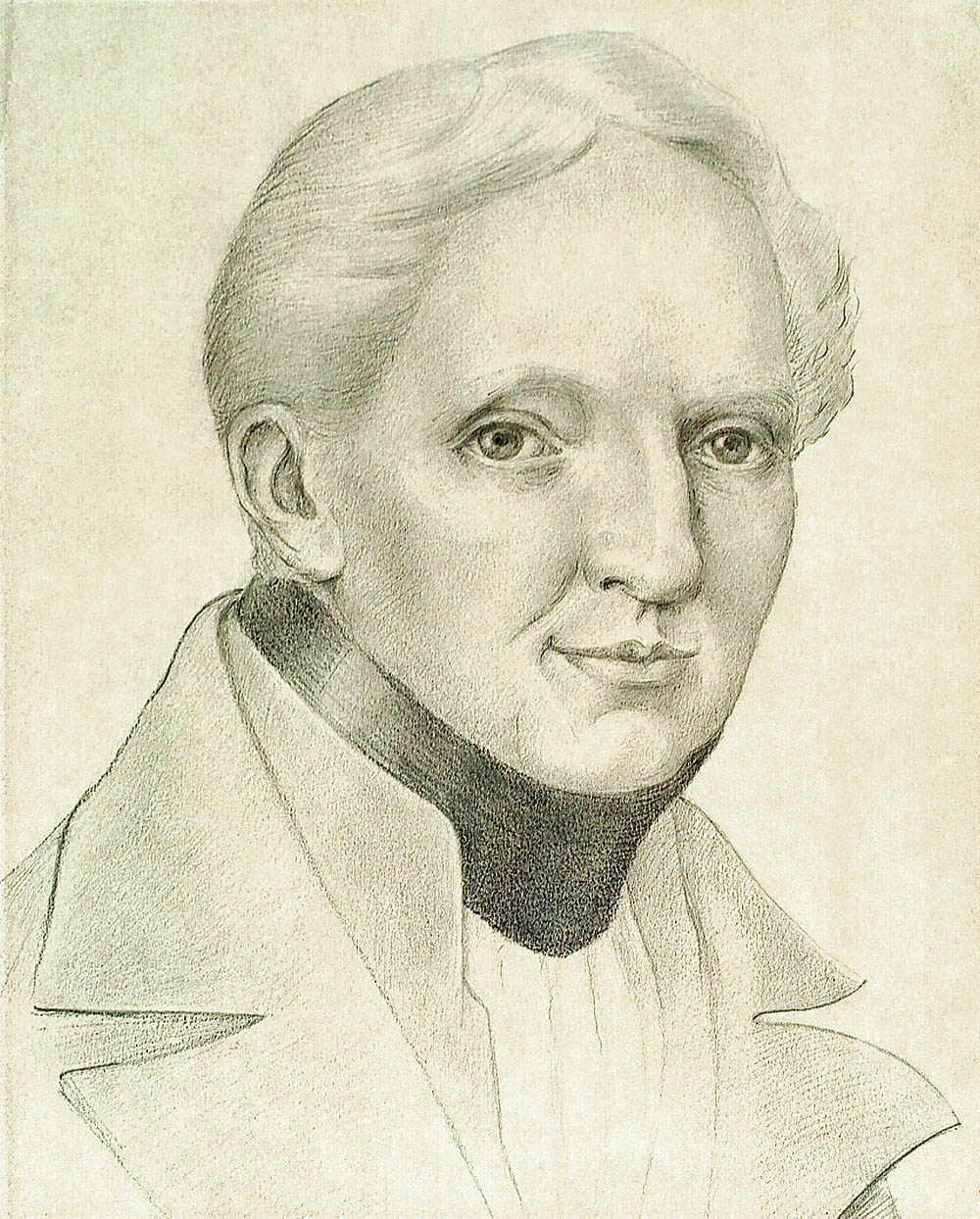
Pieter Adrianus Ossewaarde (Zeichnung von A. C. de Neeve, 1905).

Pieter Adrianus Ossewaarde (* 14. August 1775 in Goes, Provinz Zeeland; † 21. März 1853 in Rijswijk, Provinz Zuid-Holland) war ein niederländischer Ministerialbeamter und Politiker, der unter anderem 1828 sowie erneut 1848 kommissarischer Finanzminister war.

## Leben
Pieter Adrianus Ossewaarde, ein aus der Provinz Zeeland stammender Beamter, wurde am 1. August 1819 als Referendaris eerste klasse Leiter der Verwaltung für Staatsausgaben (Administratie van ’s Rijksuitgaven) und bekleidete dieses Amt bis 1823. Im Anschluss fungierte er als Nachfolger von François Arnould Noël Simons zwischen 1823 und seiner Ablösung durch Dominicus van Hoytema am 1. Juli 1845 als Generalsekretär des Finanzministeriums (Secretaris-generaal ministerie van Financiën) und war damit höchster Ministerialbeamter des Finanzministeriums sowie engster Mitarbeiter der Finanzminister jener Zeit.
Nach dem Tode von Jean Henry Appelius am 12. April 1828 wurde Ossewaarde kommissarischer Finanzminister (Minister van Financiën ad interim) und war bis zum 10. Juni 1828 mit der Führung des Ministeriums betraut, woraufhin Arnold Willem Nicolaas van Tets van Goudriaan seine Nachfolge antrat. Nach Beendigung des Amtes als Generalsekretär des Finanzministeriums fungierte er zwischen dem 1. Juli 1845 und seinem Tode am 21. März 1853 als Berater (Raadadviseur) des Finanzministeriums. Am 17. Mai 1848 wurde er nach dem Rücktritt von Ministerpräsident Gerrit Schimmelpenninck dessen Nachfolger als kommissarischer Finanzminister im Kabinett Schimmelpenninck. Er bekleidete das Amt nunmehr bis zum 3. Juni 1848 und wurde daraufhin von Pieter Philip van Bosse abgelöst.